# Siège de Hachigata (1568)
Pour les articles homonymes, voir Siège de Hachigata.
Le premier siège de Hachigata a lieu en 1568. Takeda Shingen assiège le château contrôlé par Hōjō Ujikuni, mais n'est pas en mesure de s'en emparer. Shingen se déplace alors vers le sud pour assiéger le château de Takiyama, sur le chemin d'Odawara, capitale des Hōjō.

## Source de la traduction
- (en) Cet article est partiellement ou en totalité issu de l’article de Wikipédia en anglais intitulé « Siege of Hachigata (1568) » (voir la liste des auteurs).